# 比治山町
比治山町（ひじやまちょう）は、広島市南区の町名。郵便番号は732-0817（宇品郵便局管区）。住居表示実施済み。

## 歴史
町名は、付近の比治山に起因する。はじめは比治山町だったが、1733年に「稲荷町東組」と改称した。1882年1月、その一部（1町7段2畝12歩5合7勺）を割き別に段原村の内4段8畝24歩1合6勺及び金屋町の内1段3畝23歩5合2勺を加え、ふたたび旧称を用いた。

## 人口
1925年末の現住戸数・現住人口は、170・691。2018年6月末の人口は1136人、世帯数は682世帯。

## 経済

### 産業
店・企業

| - アフロフェアーインターネット - 一二興業 - 沖産業 - コア・コンピタンス - 城田製作所 本社 - 土井電工 - 東京海上日動火災保険代理店コウナングループ 営業所 - ナテック広島営業所 - ナム 本社 - 野村商会 - 橋本酒店 - 花田工業所 - 宮本金網製作所 倉庫 - メディアキューブ - 横山工業所 - 山根経営事務所 | 飲食 - お好み焼の店 通 - お好み焼き 燦々 - 豆匠 広島本店（豆腐会席料理専門店） - 先進7カ国首脳会議（G7サミット）開幕を翌日に控えた2023年5月18日夜、岸田文雄首相と英国のスナク首相が日本料理店「豆匠」で夕食を兼ねて会談をしている。岸田文雄首相一家と近所づきあいが深い店である。 組合 - 中国建設インテリア事業協同組合 - 広島県生コンクリート工業組合 - 広島県パン工業協同組合 - 広島県セメント卸協同組合 - 広島県住宅生活協同組合 - 広島地区生コンクリート卸商協同組合 商工業者 - 『日本紳士録』によると、比治山町の商工業者は金融業の沖永、石油商の後藤、土木請負業の坂本、高橋、菓子商の辻などがいた。 |

## 地域

### 健康
- 清水クリニック
- パル動物病院

医師
- 杉岡岬[9] - 専ら内外小児科を専門とした[9]。

### 相談
- 石原一夫税理士事務所[10]
- 折口恒夫税理士事務所
- 櫻井嘉尚税理士事務所[10]
- 佐藤典久税理士事務所[10]
- 山内勇夫税理士事務所[10]
- 税理士法人 広島パートナーズ[10]（代表社員税理士石原正人、大馬正人[11]）
- 重見公仁土地家屋調査士事務所
- 鶴法律事務所

### 施設

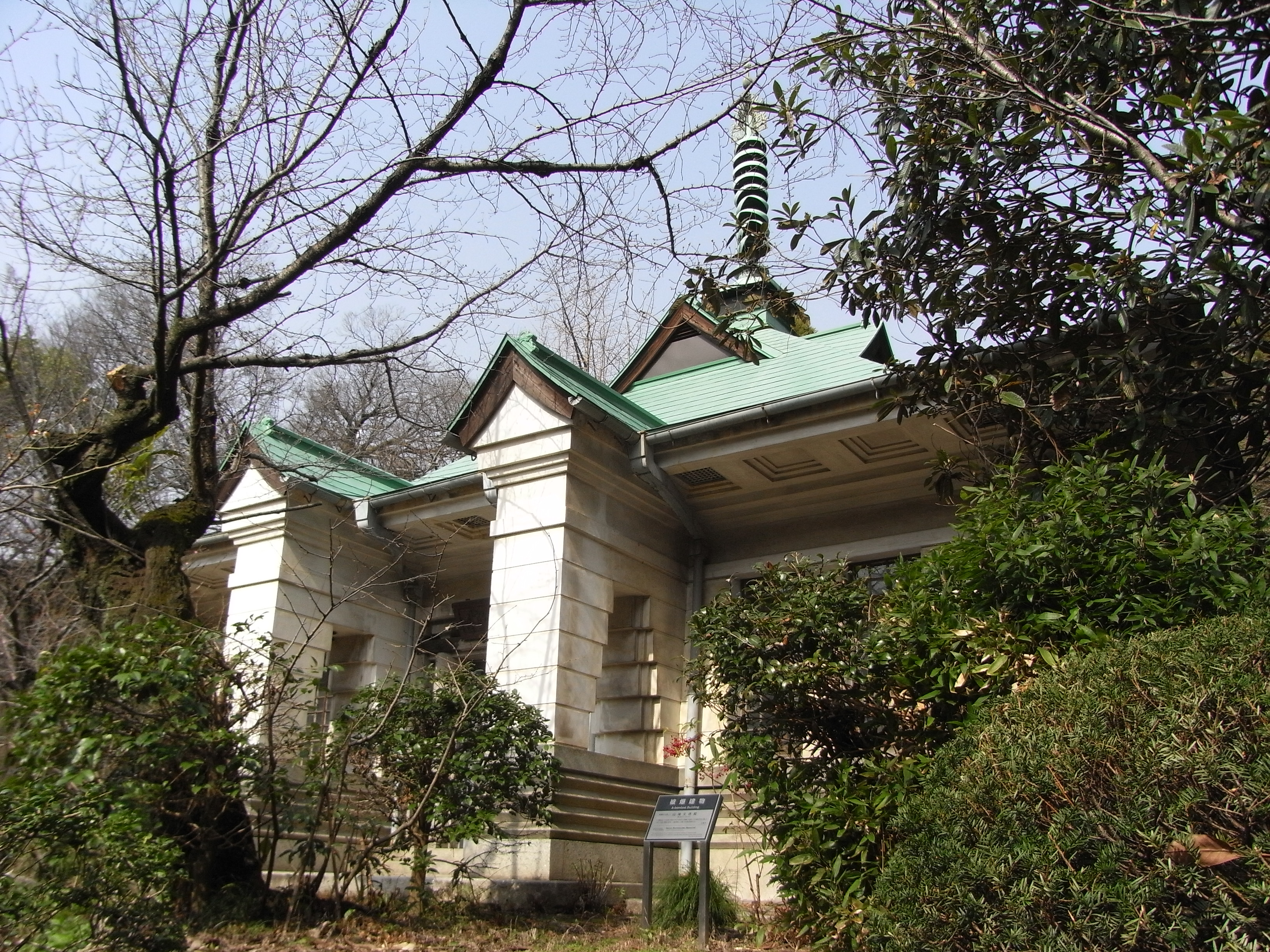
山陽文徳殿

宗教
- 比治山神社
- 救世軍広島小隊
- 多聞院（真言宗御室派）[12]
- 法正寺（真宗大谷派）
- 長性院（浄土宗）[13]

ビル、マンション

| - 芥川ビル - 越智ビル - 広洋ビル - 佐伯ビル - 櫻井ビル - 住宅生協比治山ビル - 伸晃ビル - 第31友建ビル - 田部ビル - 西本ビル - 比治山グリーンビル | - アーバンスクウェア比治山 - アイムス比治山 - アクティブパレス比治山通り - アップル比治山 - ウィンディア比治山 - ウイング・コム比治山通り - ヴィラ山縣 - グレイス比治山 - コーポ泉 - シティコーポ比治山 - ダイアパレス比治山パークサイド - ダイアパレス比治山公園 - パークハウス比治山 - パラッシオ比治山 - レオネクストマールフ - レオネクストラフェリア - ロイヤル比治山 - ローゼ比治山 |

## 名所・旧跡
- 山陽文徳殿 - 頼山陽没後100年祭を機会に建設された[14]。

## 出身・ゆかりのある人物
- 岸田文武（通産官僚・中小企業庁長官、政治家・自民党衆議院議員、岸田文雄の父）
- 岸田文雄（政治家・自民党衆議院議員、内閣総理大臣）
- 坂本常蔵（土木請負業、広島県多額納税者）
- 志熊三郎（検察官、弁護士、公証人）
- 頼春水・頼杏坪・頼聿庵・頼梅颸 - 頼家は竹原の出身で、江戸時代後期に頼山陽をはじめ多くの学者が出た学問の家として有名で、多聞院に墓がある[12]。
- 頼桃三郎（国文学者、広島大学名誉教授） - 住所が比治山町[15]。
- 高津臣吾（プロ野球選手）